# 下秀久
下 秀久（しも ひでひさ）は、戦国時代から安土桃山時代にかけての武将。上杉氏、最上氏の家臣。

## 略歴
下氏は越後国揚北衆の黒川氏一族とされる。
下重実の次男として誕生。父・伊賀守重実は越後守護上杉氏の被官であったが、天文21年（1552年）に長尾景虎（後の上杉謙信）により切腹させられている。兄・久長は御館の乱で上杉景勝方に与し、赤田合戦で討死した。
秀久は、一説によると一時後北条氏に仕えていたともいわれるが、天正17年（1589年）、上杉家の飛び地出羽国庄内三郡の代官として尾浦城主となった。慶長5年（1600年）、関ヶ原の戦いでは最上領へ侵攻し、白岩城、次いで谷地城を攻略したが、直江兼続の撤退を知らされなかったために谷地城に孤立し、最上軍の猛攻を受けて降伏した。しかし最上義光は秀久を助命し庄内侵攻の先鋒に起用した。秀久は尾浦城を攻略し、最上家臣として尾浦城主に復帰し2万石を給された。また、義光の長男・義康の麾下に置かれ、その偏諱である「康」の字を与えられて、康久と改名しているが、後に義康が父の義光に殺されると元の秀久に名前を戻した。
没年は定かではないが、慶長13年（1608年）10月に奉納された金峰山釈迦堂棟札には、「出羽守源義光」、「志村伊豆守光安」に次いで「下対馬守秀久」の記名があるため、この時には健在であったとみられる。跡を継いだ子・次右衛門秀実は、慶長19年（1614年）に一栗高春の謀反により志村光惟（光清とも、志村光安の子）と共に謀殺されたとされる。ただし、子の秀実は実在せず、この殺害された次右衛門は秀久本人であるとの説も有力であり、未だ確定した検証はなされていない。
なお、最上氏改易後に他家へ仕官した旧家臣のうち、下秀久（吉忠）の養子の子孫を名乗るものが2家存在する。
下美作守秀政は、上野国人・江本大膳の子で名は源六郎。「義光分限帳」に「高千石 下美作」とあるのがこの秀政で、最上氏改易後は景勝に先非を許され侍組300石で上杉氏に帰参した。実子はなく、養子の善右衛門吉房の子孫が米沢藩士として続いた。
下長門守本国は、越後国人・伊井忠右衛門の子で名は勘七郎。「義光分限帳」に「高千石 下勘兵衛」とあるのがこの本国とみられる。最上氏改易後は村上藩村上氏に千石で召し出されたが、村上氏改易により再び浪人し、新発田藩溝口氏に600石で召し抱えられ以後新発田藩士として続いた。